# Méthylènetriphénylphosphorane
Le méthylènetriphénylphosphorane est un composé organophosphoré de formule chimique (C6H5)3P=CH2. C'est le premier représentant des ylures de phosphore, qui sont des réactifs de Wittig. Il s'agit d'une espèce très polaire et très basique. L'atome de phosphore de l'ylure présente une géométrie approximativement tétraédrique. Le centre PCH2 est plan, tandis que la liaison P=CH2 est longue de 166,1 nm, ce qui est sensiblement inférieur à la longueur des liaisons P–C6H5, qui est de 182,3 nm. Il est généralement décrit comme la combinaison de deux mésomères :
Ph3P+CH2− ⟷ Ph3P=CH2.

## Synthèse
Il peut être obtenu par déprotonation du bromure de méthyltriphénylphosphonium [(C6H5)3PCH3]Br par une base forte telle que le n-butyllithium :
[(C6H5)3PCH3]Br + BuLi ⟶ Ph3PCH2 + LiBr + BuH.
Le phosphorane formé est généralement utilisé in situ dans la foulée plutôt qu'isolé et stocké pour être utilisé ultérieurement. La constante d'acidité de l'atome de carbone du méthylène est voisine de pKa = 15. Le tert-butylate de potassium KOC(CH3)3 peut également être employé à la place du n-butyllithium, ainsi que l'amidure de sodium NaNH2.

## Applications
Le méthylènetriphénylphosphorane est principalement utilisé dans les réactions de méthylénation, consistant à remplacer l'oxygène d'un carbonyle par un méthylène :
R2C=O + Ph3P=CH2 ⟶ R2C=CH2 + Ph3P=O.
C'est un réactif important en chimie organique dans le cadre des réactions de Wittig.